# Forêt domaniale de la Coubre
La forêt domaniale de la Coubre est un massif forestier s'étendant sur une partie de la presqu'île d'Arvert, en Charente-Maritime. Couvrant une superficie de 7 916 ha, c'est une des plus importantes forêts du nord de la Nouvelle-Aquitaine, derrière la forêt de la Double et la forêt d'Horte (environ 10 000 ha) mais devant la forêt de Moulière (6 800 ha).
Il s'agit avant tout d'une vaste pinède présentant, par bien des aspects, de nombreuses similitudes avec la forêt des Landes située de l'autre côté de l'estuaire de la Gironde. Elle présente néanmoins une bien plus grande richesse écologique, du fait d'une importante diversité d'espèces d'arbres. Faisant partie du domaine privé de l'État, elle est gérée par l'Office national des forêts, et est classée forêt littorale de protection.
Issue de l'ensemencement de dunes littorales au cours du XIXe siècle, sous l'action, notamment, de Médéric de Vasselot de Régné, elle est un des principaux poumons verts de l'agglomération royannaise. Pas moins de 22 kilomètres de circuits VTT, de 25 kilomètres de pistes cyclables/rollers (EuroVelo 1), de 49 kilomètres de pistes cavalières, de 50 kilomètres de sentiers de randonnée — dont le GR4 — et plusieurs grandes zones de silence permettent de mieux appréhender ce vaste ensemble, plus complexe qu'il n'y paraît, sa faune (cerf élaphe, sanglier, chevreuil) et sa flore (pins maritimes, chênes verts, arbousiers, robiniers). Son point culminant est la butte du Gardour (64 mètres), d'où la vue porte jusqu'à Royan, à 20 kilomètres de là. Initialement au sud, le phare de la Coubre, le plus haut du département, offre depuis son sommet une vue d'ensemble du massif.
En 2006, les forêts de La Tremblade, de la Coubre et de Saint-Augustin-Les Mathes sont réunies en un même ensemble, baptisé forêt domaniale de la Coubre. Elle couvre quatre communes : La Tremblade (et sa station balnéaire de Ronce-les-Bains), Les Mathes (et sa station balnéaire de La Palmyre), Saint-Augustin et une petite fraction de Saint-Palais-sur-Mer. Ainsi, le phare de la Coubre s'est retrouvé au centre de ce nouvel ensemble forestier.  Elle est mitoyenne d'un autre massif forestier protégé, la forêt des Combots d'Ansoine (qui appartient au Conservatoire du littoral), ainsi que du bois de Bouffart et de la forêt d'Arvert.
La forêt est accessible depuis Royan, Vaux-sur-Mer, Saint-Palais-sur-Mer et La Tremblade par la D25, depuis Saint-Augustin, Les Mathes et Étaules par la D145 et depuis Arvert depuis les D141 et D268.

## Histoire
« Sur la pointe de la Coubre jusqu'à celle d'Alvert (sic), il y avoit autrefois plusieurs villages qui sont apresent couverts de sable, dont l'un découvre souvent les vestiges quand le vent change les peux ou buttes de sable ou dunes qui sont fort hautes. »

— Claude Masse, 1708 —

### La forêt de Salis
Lorsque le décret du 14 décembre 1810 « relatif à la plantation des dunes » est publié, une grande partie de la presqu'île d'Arvert présente un visage bien différent de celui d'aujourd'hui. De grands massifs dunaires, en constant mouvement sous l'action des vents dominants d'ouest, constituent une menace particulièrement redoutable pour les différentes communautés villageoises établies à proximité.

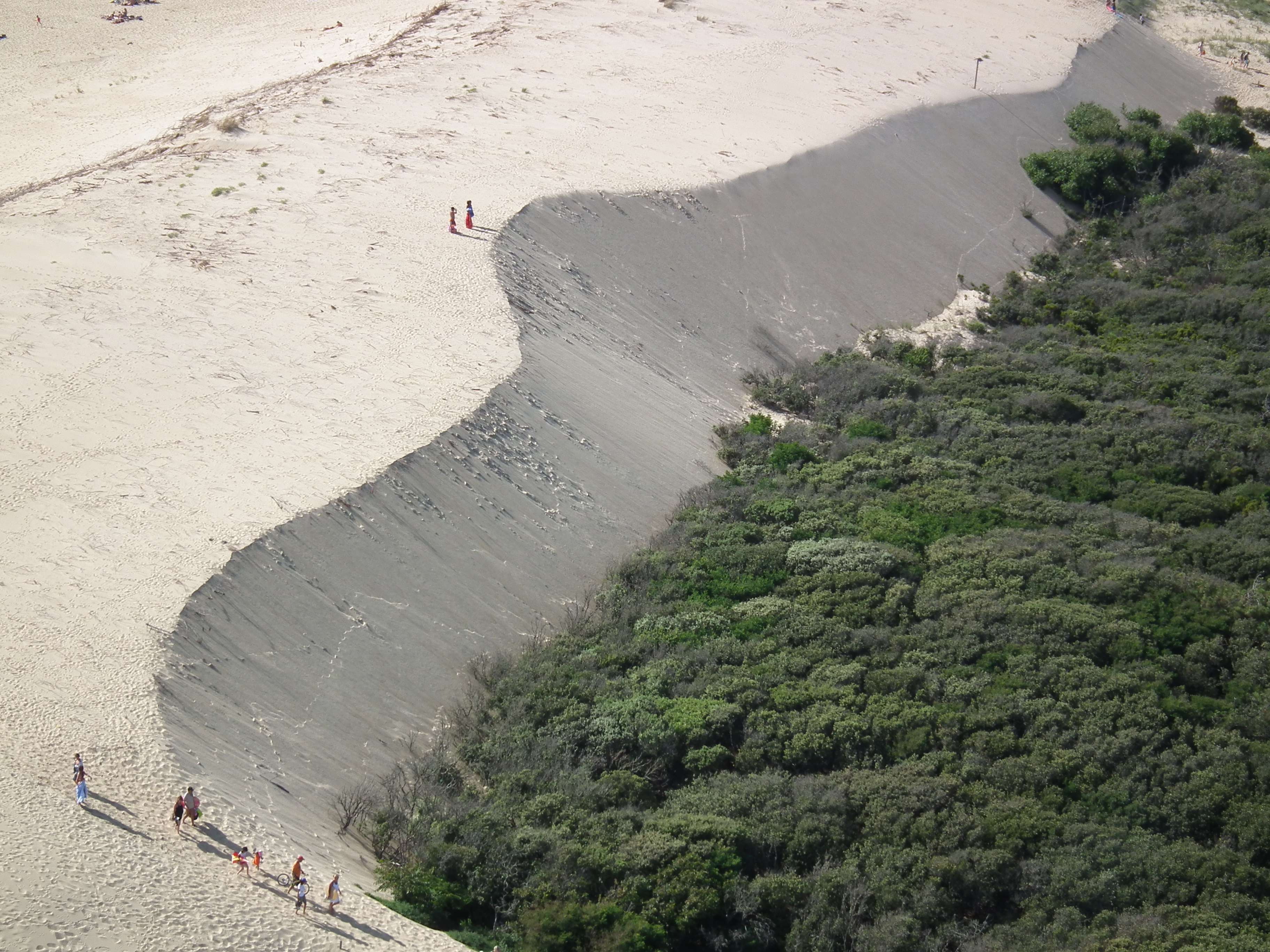
La dune vive, par nature très instable, continue d'engloutir des arbres après chaque tempête.

Au cours des siècles précédents, ces montagnes de sable dont on a dit « qu'elles marchaient en Arvert » ont considérablement modifié la géographie des environs, comblant en partie le golfe de Barbareu, véritable mer intérieure, et ensevelissant plusieurs villages, les plus connus étant Notre-Dame-de-Buze et Anchoisne, dont Claude Masse a dessiné les vestiges au début du XVIIIe siècle.
Avant que les dunes ne constituent une menace, deux massifs forestiers couvraient le site occupé aujourd'hui par la forêt de la Coubre. À l'ouest, la forêt de Salis, mentionnée dans plusieurs documents du XIIIe siècle, était essentiellement une vaste chênaie/pinède dépendant de la seigneurie d'Arvert, où quelques communautés religieuses s'étaient implantées autour de La Tremblade. Au sud, la forêt de Corles, qui s'étendait jusqu'à Saint-Pallais-de-Bren (Saint-Palais-sur-Mer), dépendait quant à elle de la seigneurie de Royan. Toutes deux étaient soumises à différents droits d'usages, donnant régulièrement droit à des querelles, parfois des procès : droit de bois-mort et mort-bois (ramassage du bois mort), droit de glandée (ramassage des glands), de panage (parcours des porcs dans les bois), de faire paître bestiaux, porcs, chèvres, etc.
Au XVIe siècle, Antoine de Pons, baron d'Arvert, est ainsi en procès contre les « manans et habitans de la dite baronnie d'Arvert, (…) les dits habitans prétendant droit d'usage à bois-mort et mort-bois qui sans titre et moyens ils auroient dépopulé et grandement ruiné les forests de Salis et Bourrefart ».

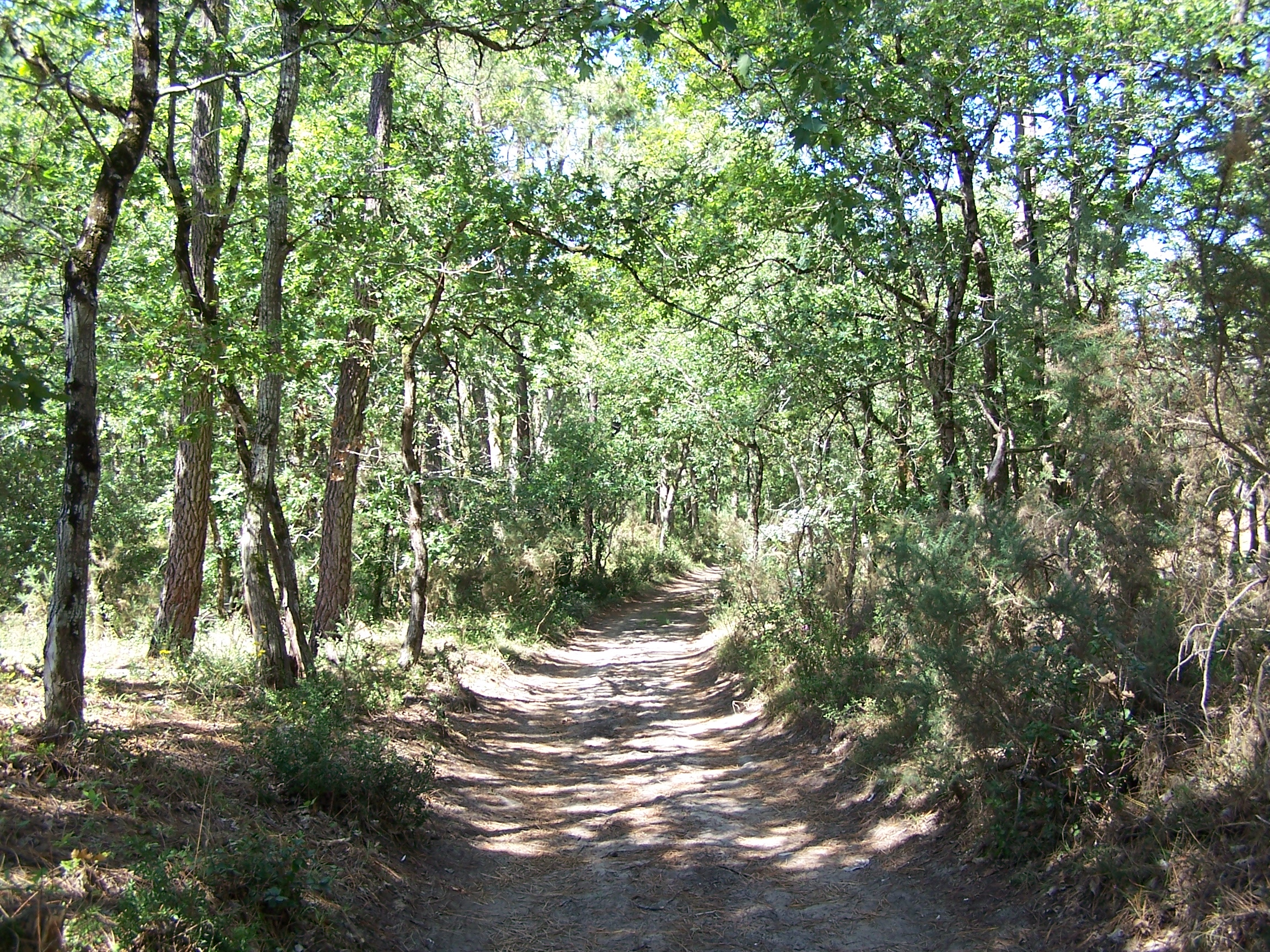
De nombreux sentiers pédestres s'enfoncent au cœur de la forêt.

Le fait est que cette époque coïncide avec le début d'un « petit âge glaciaire » marqué par des hivers souvent très rigoureux qui entraîne des besoins en bois de chauffe plus importants, et que certains « manans » ne se contentent pas de prélever du bois mort. Ce changement climatique fragilise également le couvert végétal, alors même que les dunes se remettent en mouvement (phénomène de remobilisation des sables). De nouveaux apports sableux envahissent les dunes primaires (dunes anciennes) pour former des dunes modernes, plus hautes, plus instables aussi. Certains hivers, comme celui de 1708-1709, sont si froids que les arbres dépérissent.
Lorsque le géographe Claude Masse dessine la carte de la région au cours de ces années noires, La Tremblade et Les Mathes sont aux portes d'un véritable désert, désigné sous le nom de « dunes ou sables d'Alvert ». L'ancien golfe de Barbareu n'est plus qu'une succession de marais insalubres secoué par de redoutables épidémies de choléra et de paludisme, « marais presque toujours inondez qui se comblent insensiblement par les sables ». Du grand massif forestier de Salis, ne subsistent que quelques taillis épars (forêt d'Arvert) et une partie du bois de Bouffart; quant à la forêt de Corles, rebaptisée forêt de Royan, elle est insensiblement envahie par les sables.
En 1707, un édit « pour la conservation du pays et de la forêt d'Arvert (…) défend à toutes personnes de quelques qualités et conditions qu'elles fussent, et sous quelque prétexte que ce pût être, de couper aucun bois verd de ladite forêt et autres dont les arbres et bois préservaient le pays de l'inondation des sables de la mer, à peine de cent livres d'amende ».

### Le décret de 1810
La situation n'est guère meilleure sur le reste du littoral atlantique, et de l'autre côté de l'estuaire, la ville de Soulac est purement et simplement engloutie par les sables. En 1801, un décret « relatif à la plantation en bois des dunes des côtes de Gascogne » est promulgué. S'il ne concerne que les départements de la Gironde et des Landes, il sert de modèle au décret de 1810, qui prescrit de planter les dunes du pays d'Arvert, et précise : « n'entendons rien innover, par le présent décret, ce qui se pratique dans les plantations qui s'exécutent sur les dunes du département des Landes et du département de la Gironde ».

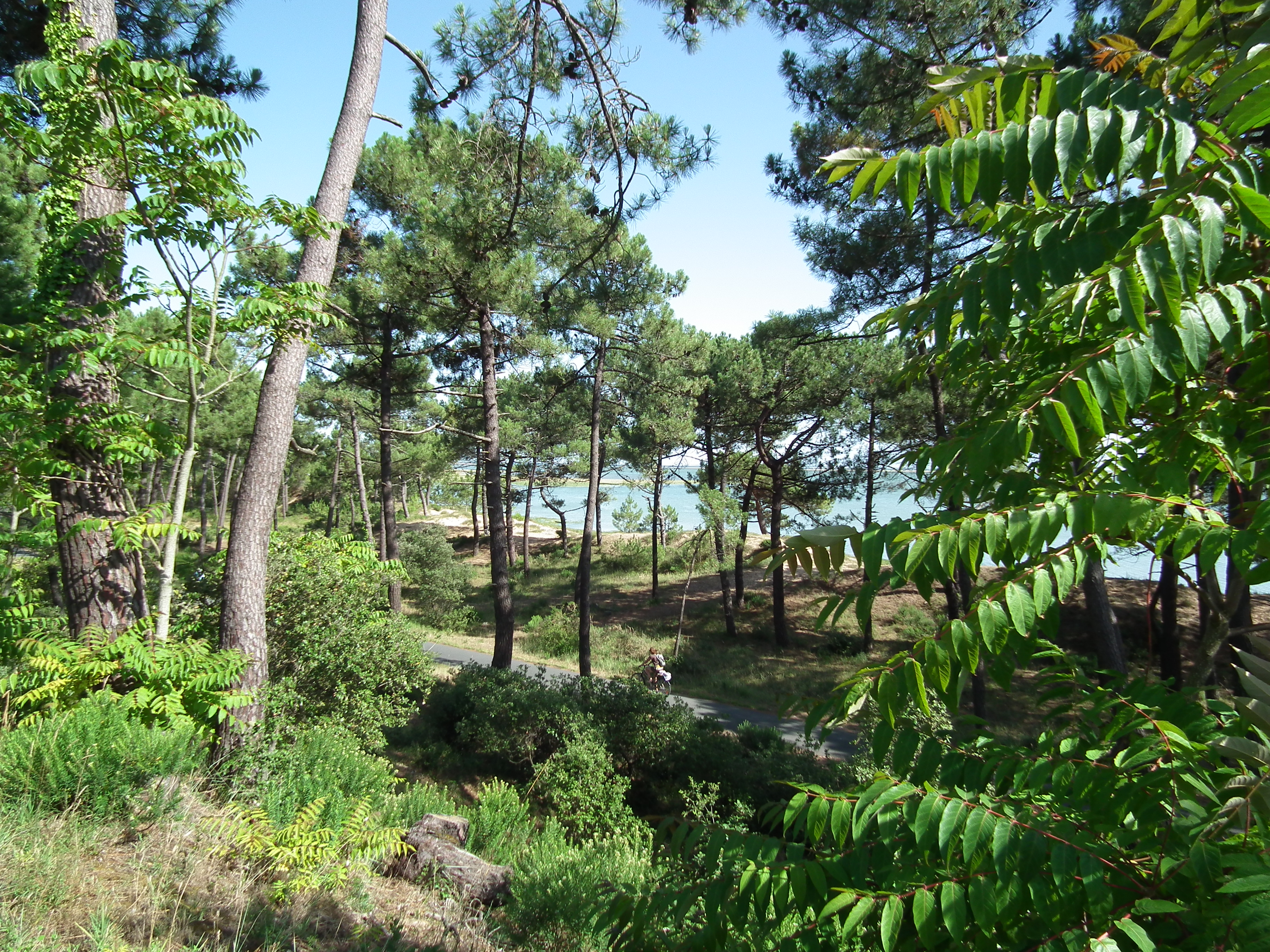
Ailantes et robiniers se mêlent aux pins dans le secteur de Bonne Anse.

Un plan des dunes est dressé par les ingénieurs des Ponts et Chaussées. Considérant qu'il s'agit là d'une question d'intérêt général, l'État se porte acquéreur de certains terrains en vue de leur plantation. Les particuliers qui ne veulent céder leurs terres se voient contraints, en application de l'article 5 du décret de 1810, de procéder aux plantations à leurs frais (ce que feront notamment des propriétaires rochelais, groupés en société, et qui donneront leur nom à une portion de forêt : la forêt des Rochelais) ou, à défaut, d'en confier la responsabilité à l'État, qui en compensation, se réserve la jouissance du terrain et du produit des coupes jusqu'à entier recouvrement des sommes avancées (après quoi, les terres devant être restituées à leurs propriétaires ou à leurs descendants). Cette procédure, bien sûr, étant loin de faire l'unanimité et donnant lieu à diverses querelles entre propriétaires et représentants de l'administration.
La tâche s'annonce ardue. Considérant comme prioritaire la stabilisation des dunes de la pointe de la Coubre, où amers et balises constituent un dispositif primordial pour les navires entrant ou sortant de l'estuaire de la Gironde, c'est dans cette région que débutent les travaux en 1824 (ils se poursuivront jusqu'en 1836). Le sous-préfet de Marennes, Charles-Esprit Le Terme, note à cette époque : « pour effectuer ces semis, on couvre les graines de pin et de genêt jetées sur le sable avec des herbes qui empêchent à la fois le vent de les enlever et entretiennent sur le sol une humidité favorable à la germination des graines. Ces herbes sont ensuite recouvertes elles-mêmes de branches de pin ».

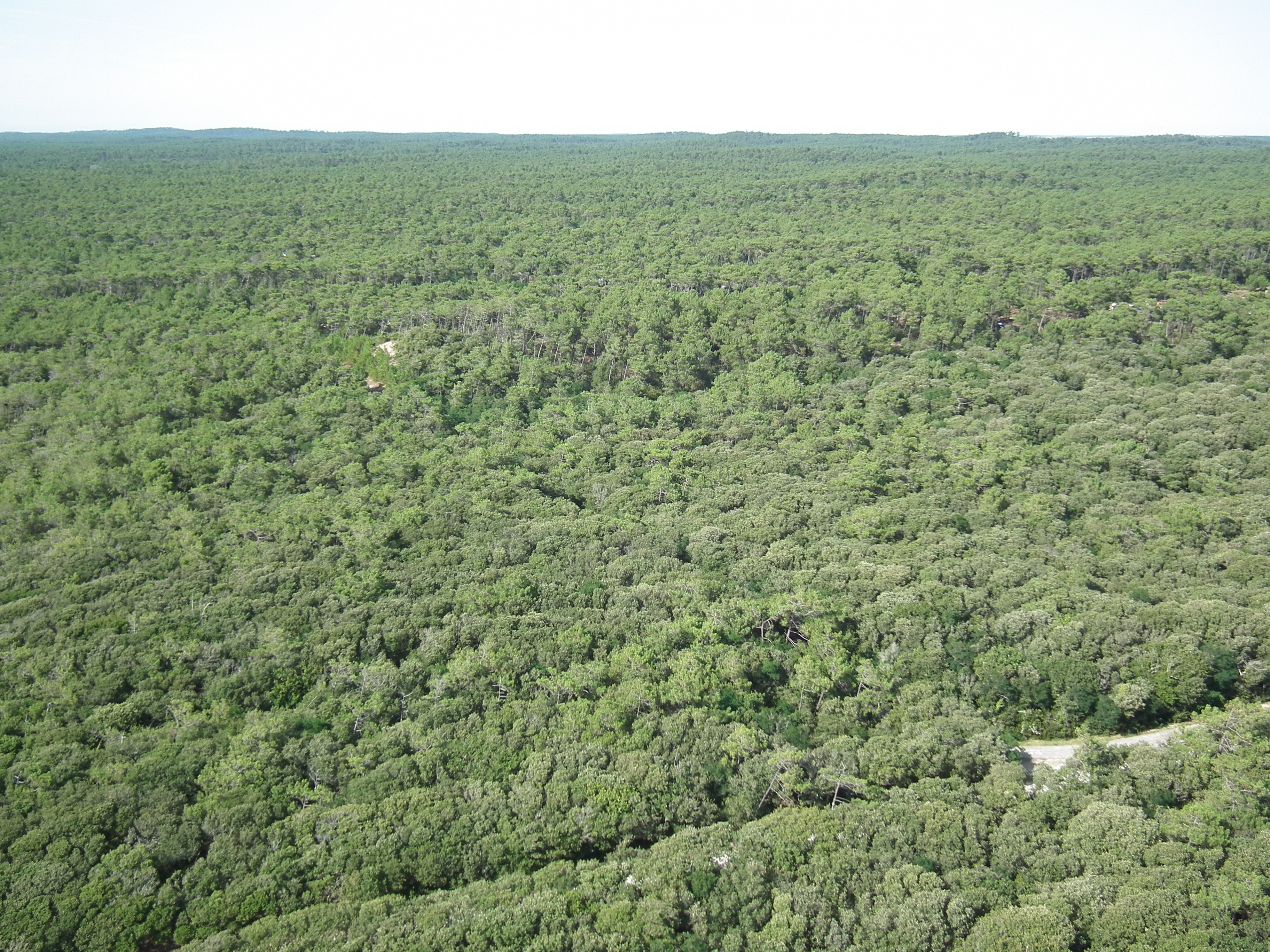
Depuis le phare de la Coubre, la vue porte sur près de 8000 hectares de forêt domaniale ou privée.

Ce procédé sera repris peu ou prou dans toute la région au cours des décennies suivantes, avec plus ou moins de succès. En 1847, on ensemence les dunes de Mus-de-Loup, près de La Tremblade. Le gros des travaux débute à partir de 1859, sous la supervision de l'administration des Eaux et Forêts et du chef du service forestier, Médéric de Vasselot de Régné. Après maints démêlés d'ordre juridique, ce ne sont pas moins de 2000 hectares de dunes qui sont ensemencées jusqu'en 1878. Des maisons forestières, pépinières et jardins d'acclimatation sont mis en place, de même que des chemins vicinaux et, bientôt, un petit tramway, construit entre 1868 et 1910. Le pin maritime est alors, ici comme dans une grande partie du littoral du sud-ouest de la France, un véritable « arbre d'or » qui sert à la confection des poteaux télégraphiques, des traverses de chemin de fer ou aux poteaux de soutènement des mines de charbon. Le bois de moindre qualité sert à réaliser du papier. La résine, une fois distillée, donne la térébenthine et la colophane, matières premières de nombreuses colles, peintures et solvants.
Pendant la Seconde Guerre mondiale, la forêt sert, à sa manière, à l'effort de guerre allemand. L'occupant fait ainsi prélever des arbres robustes pour certaines de ses fortifications, comme les célèbres « asperges de Rommel », disposées sur de nombreuses plages du pays. En marge de la pointe de la Coubre, des blockhaus sont érigés conformément aux instructions de l'organisation Todt, formant une partie du « mur de l'Atlantique » que Hitler appelait de ses vœux afin de contrer un éventuel débarquement allié. Lorsque celui-ci se produit finalement sur les côtes normandes, au mois de juin 1944, les fortifications sont encore renforcées. Au mois de septembre 1944, alors que la plus grande partie du département a été libérée, des poches de résistances sont créées sur le littoral. La forêt de la Coubre (comme toute la presqu'île d'Arvert) est intégrée à la poche de Royan (forteresse de Gironde-Nord).

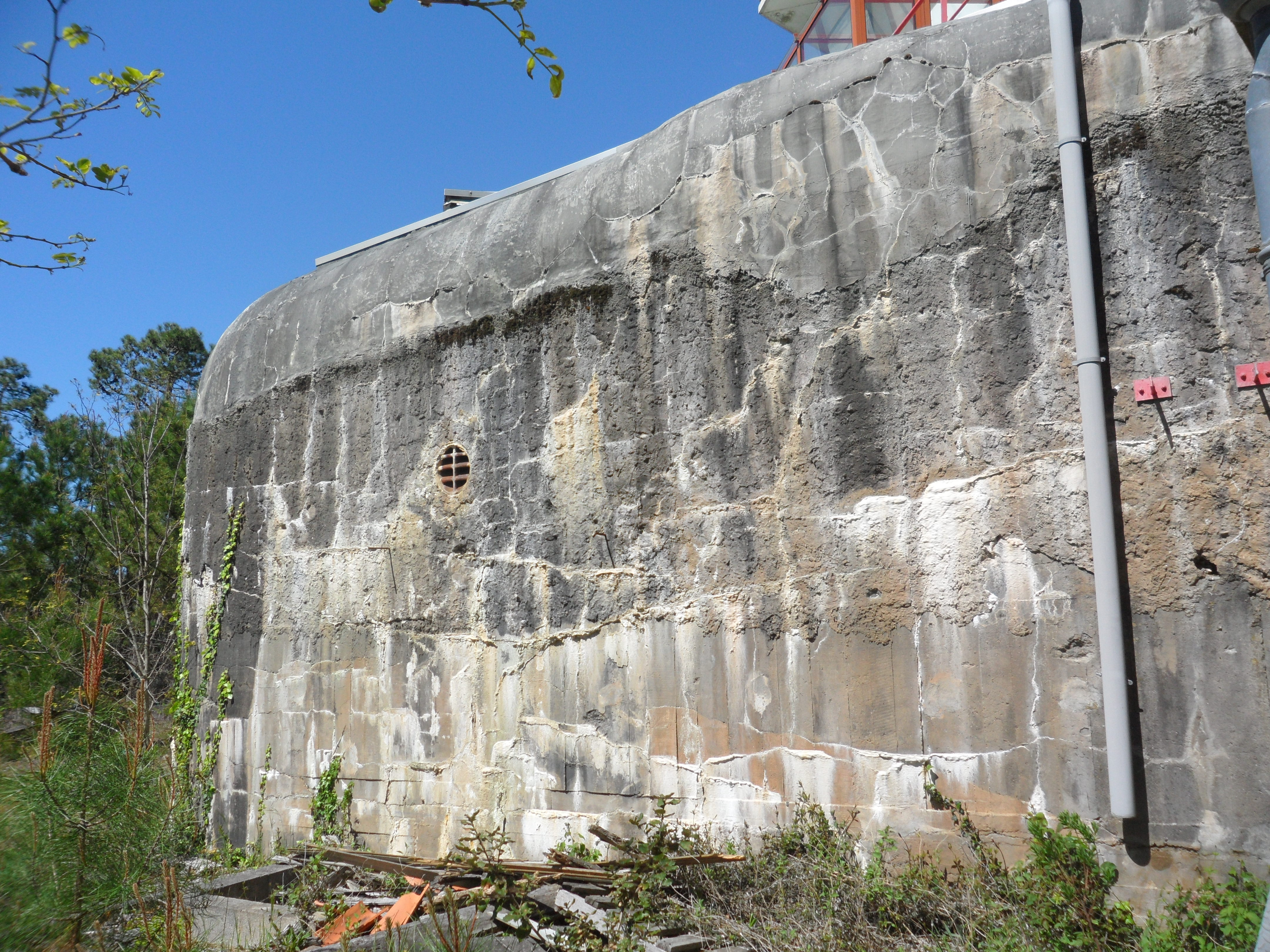
Le blockhaus « Riesel », poste de commandement de la Kriegsmarine dans le secteur de La Coubre.

Au mois d'avril 1945, lorsqu'est lancée l'opération « Vénérable » visant à libérer ce bastion, d'intenses bombardements viennent frapper la forêt, où, terrés dans leurs abris, se sont réfugiés les derniers combattants allemands. Conséquence des combats, pas moins de 2500 hectares de forêt partent en fumée, au cours de terribles incendies qui durent plusieurs semaines. Des cratères d'obus constellent la forêt, parsemée de plus de 60 000 mines laissées par les Allemands. En 1948, des agents des Eaux et Forêts se chargent du travail de déminage. Certains y perdront la vie. De nouveaux semis sont effectués, en creusant de petits sillons grâce à l'intermédiaire de charrues butteuses à double versoir.
Peu à peu, le massif de la Coubre est reconstitué. Au cours des années d'après-guerre, la forêt est marquée par le développement du tourisme de masse. Des infrastructures de loisirs sont édifiées. En 1958, le CD25, actuelle D25, qui fait la jonction entre la rocade royannaise à Saint-Palais-sur-Mer et la rocade trembladaise entre La Tremblade et Ronce-les-Bains, traversant la forêt du nord au sud est ouvert. Avec l'ère du « tout automobile », on construit des parkings et des aires de pique-nique. De 1970 à 1979, près de 270 hectares de forêt sont amputés au massif afin de développer des structures d'accueil  comme des campings et surtout une nouvelle station balnéaire : La Palmyre.
En 1976, un incendie de forêt ravage une partie du massif, sur les communes des Mathes et de Saint-Augustin, atteignant presque les portes du zoo de la Palmyre et obligeant à mettre en sécurité, en toute hâte, de nombreux animaux. La régénération de la forêt se fait en partie naturellement au cours des années qui suivent, par germination, et artificiellement, avec notamment des graines de pins de Monterey. Au mois de décembre 1999, une tempête d'une ampleur rare, baptisée Martin et seulement comparable, de mémoire d'homme, à celle de 1924, frappe la région de plein fouet. Des vents proche des 200 km/h ravagent des secteurs entiers de la forêt, et l'équivalent de dix années de récolte de pins maritimes est abattu en une seule fois.
En 2006, la forêt de la Coubre est réunie à la forêt de La Tremblade et à la forêt de Saint-Augustin-Les Mathes sous le nom de forêt domaniale de la Coubre.

## Géographie
« Le rivage est bordé de forêts de pins maritimes dont les cimes, battues par les vents du large, prennent des formes étranges. Dans les sous-bois où parvient le murmure de la mer, le sol est feutré d'aiguilles de pins sur lesquelles flamboie, au printemps, l'or des ajoncs et des genêts. »

— Louis Desgraves, Connaître la Charente-Maritime, 1991 —

### Climat
La région de La Coubre bénéficie d'un climat océanique tempéré de type aquitain, marqué par un ensoleillement assez important (avec 2250 heures par an, il est comparable à celui que connaît une partie de la côte méditerranéenne). La pluviosité y est relativement faible, les précipitations ne dépassant guère les 750 à 800 millimètres en moyenne, mais avec de grandes disparités entre les saisons.

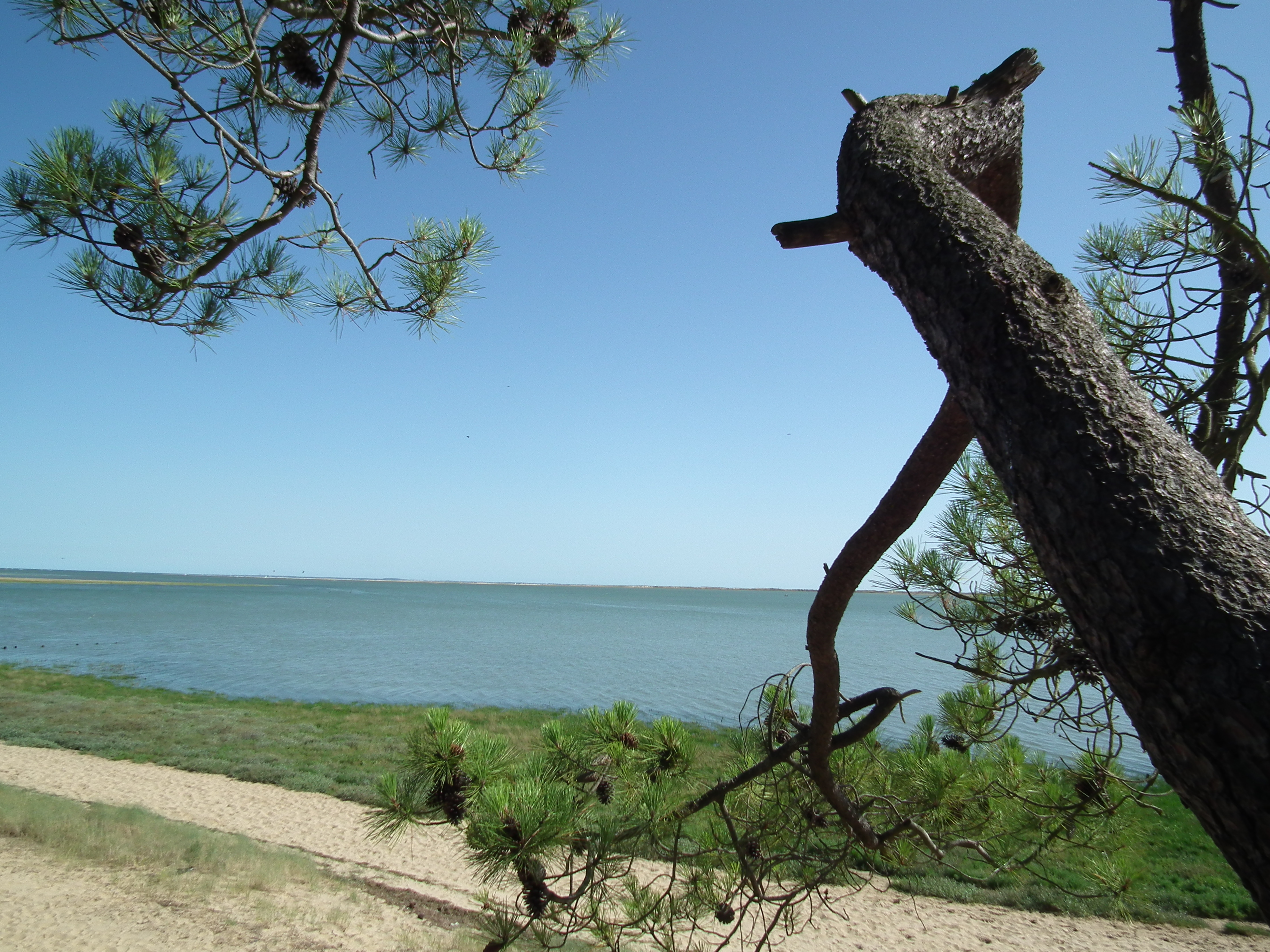
La forêt borde la baie de Bonne Anse, petit « lagon » au sud de la pointe de la Coubre.

Les périodes de sécheresse ne sont pas rare, particulièrement durant les mois d'été; automne et hiver sont des saisons plus douces et humides. Le micro-climat de la presqu'île d'Arvert se singularise par ses affinités avec le climat méditerranéen, et permet l'émergence d'une végétation déjà méridionale.
Ainsi la flore se caractérise-t-elle par la présence étonnante de lauriers-roses, eucalyptus, agaves, et même les mimosas se mettent à fleurir dès le mois de janvier. Aux essences déjà méridionales du chêne vert (ou yeuse) et du cyste, s'ajoutent une forte présence de palmiers, figuiers, orangers et même oliviers. Les températures moyennes sont particulièrement clémentes, variant de +5 °C en hiver à +20 °C en été. Les gelées sont rares (environ dix jours par an).
Le vent, généralement de secteur ouest, peut souffler violemment en hiver, et occasionner d'importantes tempêtes. La tempête de janvier 1924, ou encore celle de décembre 1999, avec des rafales proches des 200 km/h, restent toutefois des exceptions. Le reste de l'année, le vent se limite à un régime de brises océaniques, lesquelles permettent de réguler les trop fortes chaleurs en été.

### Présentation
Le massif forestier de la Coubre couvre la partie occidentale de la presqu'île d'Arvert, en Charente-Maritime. Couvrant une superficie de 7916 hectares, il s'étend sur près de 25 kilomètres du nord au sud et 10 kilomètres de l'est à l'ouest (dans sa plus grande longueur), et s'inscrit dans un ensemble plus large (forêt des Combots d'Ansoine, forêt de Saint-Trojan, forêt des Saumonards, forêt de Domino) de près de 10 000 hectares. C'est le second massif forestier de la Charente-Maritime, derrière la forêt de la Double et devant la forêt de la Lande. Classée « forêt littorale de protection », la forêt de la Coubre est le principal poumon vert du Pays Royannais, avec la forêt de Suzac (cette dernière étant sensiblement moins étendue : à peine 350 hectares). Elle appartient au Domaine forestier de l'État, est gérée par l'Office national des forêts et est intégrée à la région forestière nationale « Dunes d'entre Loire et Gironde ».

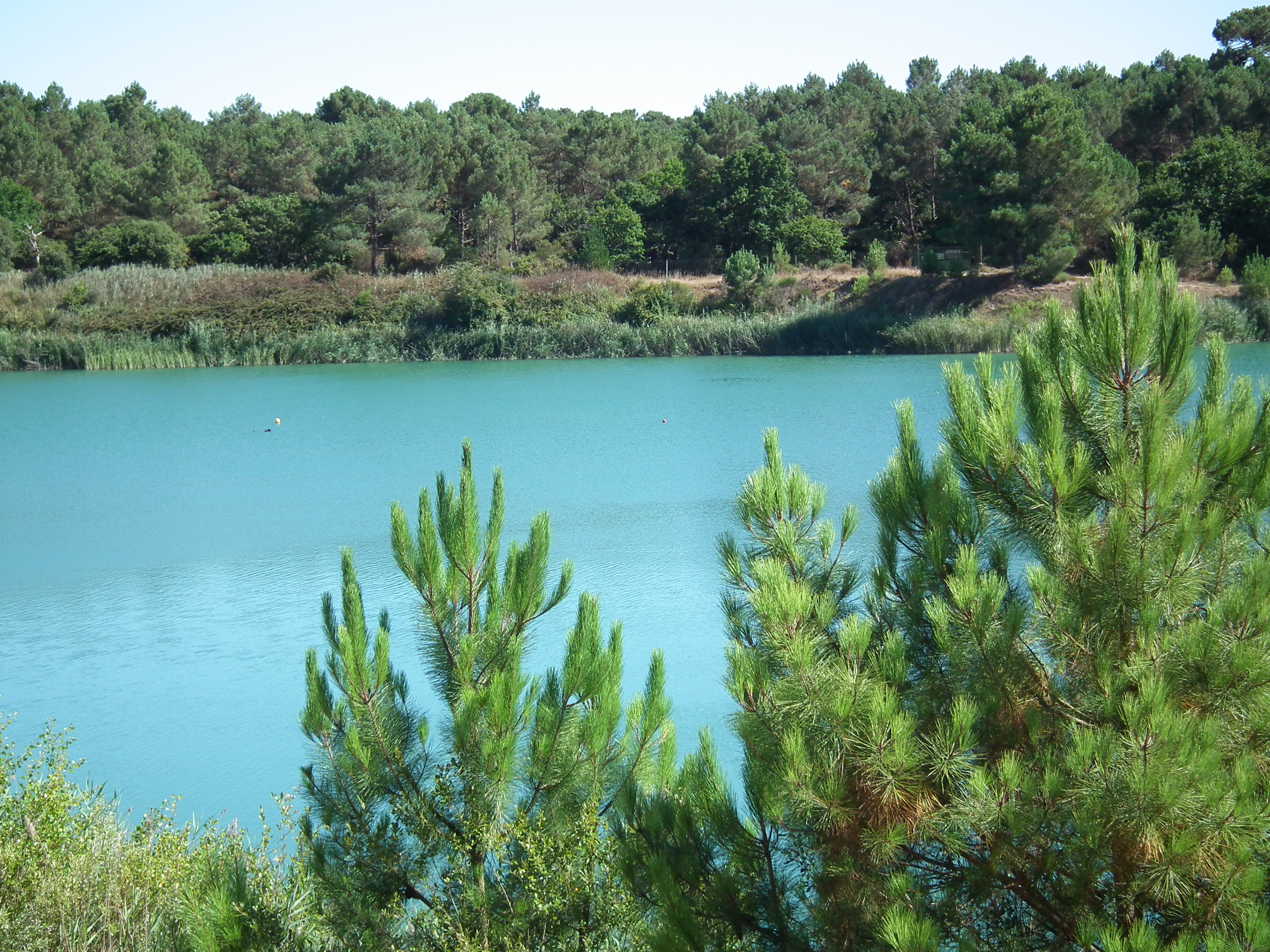
L'étang de la Combe aux loups, au cœur du massif, sur la commune de Saint-Augustin.

En 2006, la forêt de la Coubre fusionne avec la forêt domaniale de Saint-Augustin-Les-Mathes. Elle couvre depuis lors quatre communes : La Tremblade, Les Mathes, Saint-Augustin et Saint-Palais-sur-Mer — cinq avec Arvert si l'on prend en compte une partie non domaniale (fraction du bois de Bouffard à l'ouest de Dirée). Ce vaste ensemble, que borde l'océan Atlantique (à l'ouest), le pertuis de Maumusson (au nord-ouest), la baie de Bonne Anse (au sud-ouest) et l'estuaire de la Gironde (au sud), est essentiellement une pinède, où l'essence dominante est le pin maritime (pinus pinaster), avec quelques taillis de pins parasols (pinus pinea) et de pins d'Alep (pinus halepensis), comme dans la forêt des Landes de Gascogne voisine.
Ces essences, que l'on trouve à l'état naturel dans la région depuis toujours, ont été choisies lors des campagnes d'ensemencement du XIXe siècle pour leur capacité d'adaptation à des sols pauvres et acides, aux embruns salés et à un climat marqué par un déficit hydrique (sécheresses) en période estivale. Elles sont accompagnées de chênes verts ou « yeuses » (quercus ilex), autre espèce indigène, parfois par des espèces méditérannéennes (arbousiers, micocouliers, robiniers) ou exotiques (ailanthe, espèce parfois « envahissante », févier d'Amérique, oranger des osages), plus souvent par des chênes caducifoliés (chêne pubescent, chêne tauzin, chêne pédonculé) ou, dans certaines zones humides (lèdes, marais) par des espèces hygrophiles (frêne, tremble, saule, peuplier, érable).

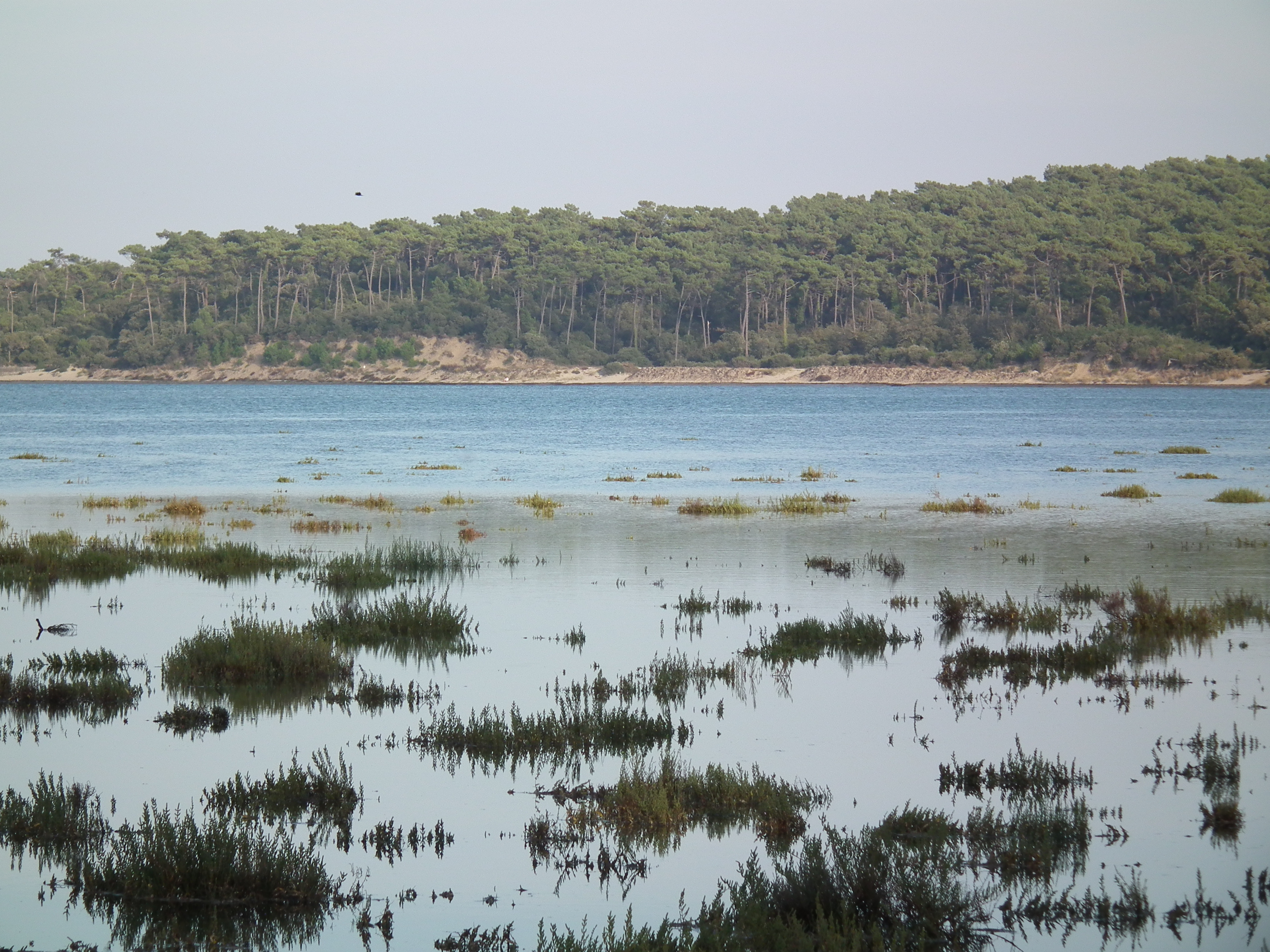
Une vision inattendue : au sortir de la forêt, le marais du Galon d'or, près de Ronce-les-Bains.

La forêt reste un milieu naturel particulièrement fragile, soumis aux agressions de l'homme et de la nature (érosion lors des fortes tempêtes, effet abrasif des grains de sable sur la végétation, incendies, etc.). Des tranchées pare-feu ont été mises en place dans une grande partie de la forêt à partir de 1870, afin d'éviter au maximum la propagation des incendies. Elles forment un maillage régulier, composé de lignes perpendiculaires au rivage (tous les 200 mètres) et de lignes perpendiculaires (espacées tous les 500 mètres).
Les jeunes plants de pin maritime sont parfois endommagés par la faune locale (lapins, sangliers), sans compter sur la chenille processionnaire et les scolytes, véritables « fléaux ». La forêt de la Coubre abrite une forte proportion de cerfs élaphes et de chevreuils. L’entomofaune est également très riche : agrions élégants, anax empereurs, lestes sauvages, plusieurs espèces de libellules (près des points d’eau), de papillons et de cigales (cigales grises, cigales rouges), etc. Au sud, la baie de Bonne Anse est un site naturaliste de premier plan.

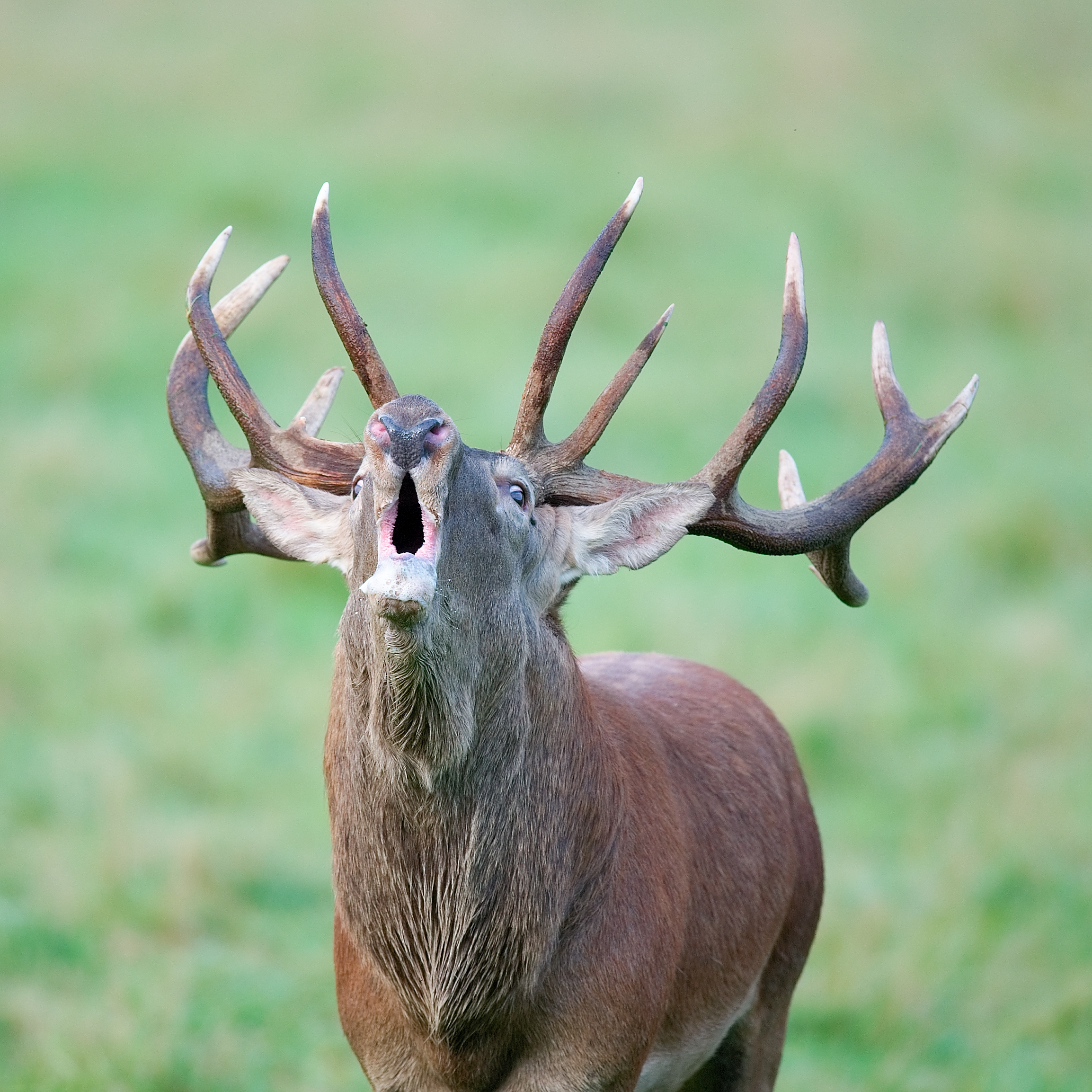
Le cerf élaphe est bien représenté en forêt de la Coubre. Son brame, à la fin de l'été, peut être entendu à des kilomètres à la ronde.

Des écosystèmes particuliers subsistent également dans certaines parties de la forêt. Ainsi du Barrachois (« Barre à choir »), ancienne lagune où les navires venaient se réfugier par gros temps, aujourd'hui isolée au milieu des terres mais qui a gardé son profil de zone humide, où prospèrent les aulnes; de l'aulnaie du Monard, dans le secteur de La Tremblade, forêt alluviale résiduelle de 32 hectares où croissent, au printemps, de nombreuses plantes à fleur (iris des marais, menthe aquatique, etc.) et des lianes (lierre, clématite) qui confèrent au lieu un aspect étrangement dépaysant; ou encore du marais du Galon d'or, près de Ronce-les-Bains, petit sanctuaire méconnu de 44 hectares entre pertuis de Maumusson et pinède, où prédominent roselières, prairies à spartine et fourrés des prés salés. Il est un site de halte important pour de nombreux limicoles migrateurs.
Outre le fait qu'elle représente un atout économique non négligeable, avec l'exploitation du bois (le gemmage n'est plus pratiqué depuis les années 1960), la forêt est un élément majeur du paysage touristique et comporte à ce titre de nombreux sentiers pédestres balisés, facilitant la promenade et l'orientation. Parmi ceux-ci, le sentier des quatre fontaines et celui de la tour du gardour peuvent être arpentés en environ une heure. Le sentier de la chapelle tire son nom de la chapelle Notre-Dame-de-Buze, un édifice englouti par l'avancée des dunes au XVIIe siècle.
La forêt est parcourue par une piste cyclable sur une vingtaine de kilomètres entre Saint-Palais-sur-Mer, La Palmyre et Ronce-les-Bains. Empruntant en partie le tracé de l'ancien tramway forestier, elle est un des tronçons de la « Vélodyssée », partie de la véloroute européenne EuroVelo 1 qui relie le Cap Nord (Norvège) à Sagres (Portugal) sur plus de 8000 kilomètres. La forêt compte également sur plusieurs itinéraires spécifiques balisés pour les VTTistes, sans oublier les pistes cavalières dotées de structures équestres qui sont mises à disposition par l'Office national des forêts.

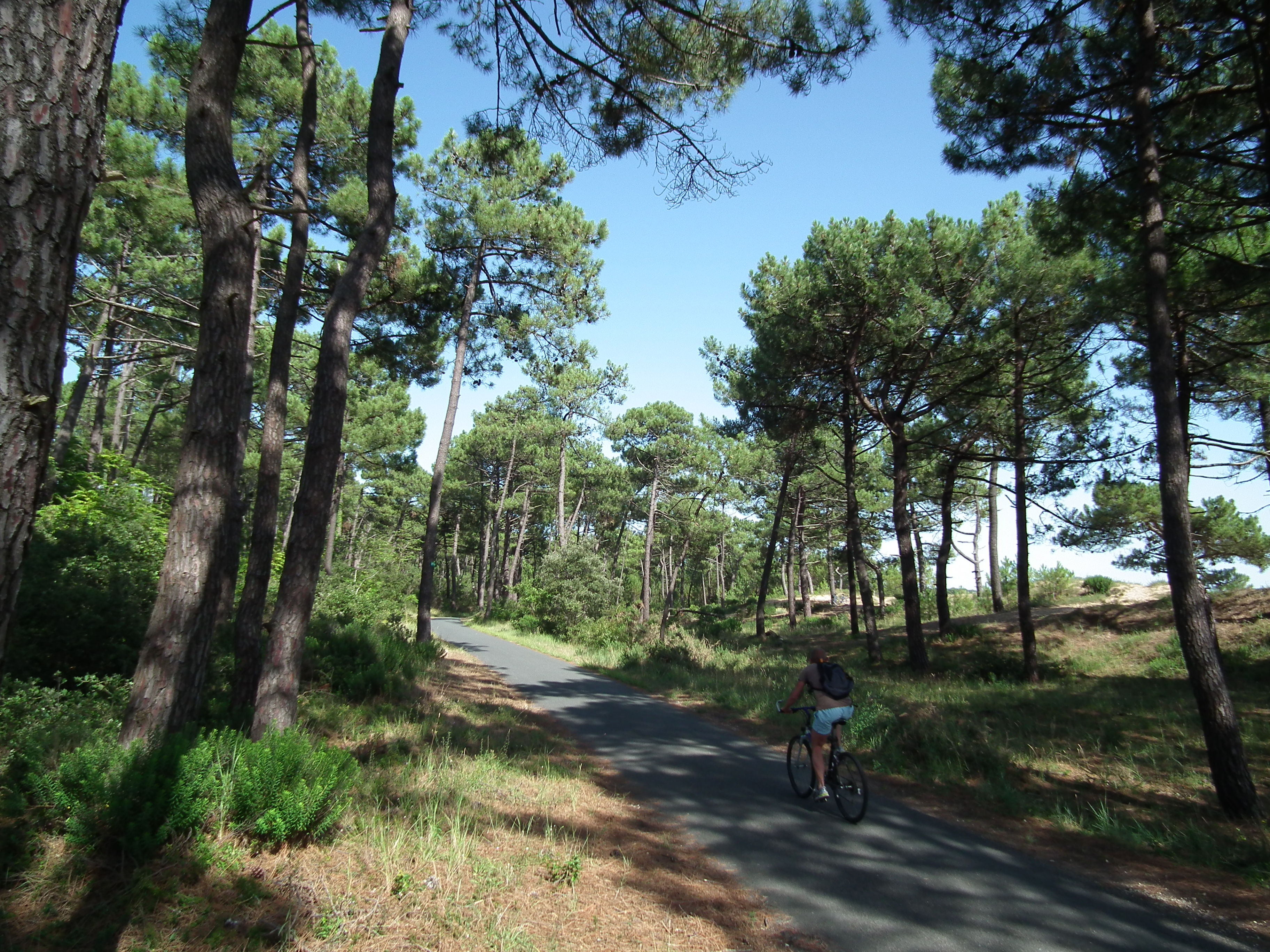
La véloroute EuroVelo 1, ou « Vélodyssée », traverse la forêt sur 25 kilomètres. Ici, près de la baie de Bonne Anse.

La forêt de la Coubre est également une forêt littorale, bordant tout à la fois l'océan Atlantique, l'estuaire de la Gironde et le pertuis de Maumusson. On passe donc facilement de l'ombre des pins aux plages, qu'elles soient intra-urbaines (à La Palmyre, à Ronce-les-Bains, voire, dans une moindre mesure, à La Grande-Côte) ou au contraire, à l'écart de l'agitation (côte sauvage), avec cependant de grandes disparités d'un secteur à l'autre. On passe ainsi facilement d'une plage familiale à une plage plus « sportive » (la côte sauvage comptant plusieurs spots de surf réputés pour leurs puissants rouleaux), naturiste, voire, parfois, un peu « coquine ».
Le tourisme balnéaire, s'il n'a pas réussi à véritablement entamer un espace naturel remarquable à plus d'un titre, a cependant conquis certaines parties du massif. La station balnéaire de Ronce-les-Bains, de taille relativement modeste il est vrai, a vu le jour en 1860, profitant de la vogue des bains de mer et des vertus curatives des émanations des pins, notamment pour les maladies respiratoires. Au début des années 1920, l'implantation d'une nouvelle station est envisagée à proximité de l'anse du Galon d'or. Ce projet de « Galon-d'or-les-Pins », qui devait intégrer villas, hippodrome, casino, église et marché couvert ne verra finalement jamais le jour, et sera enterré avec le début de la Seconde Guerre mondiale, en 1939.
La petite station familiale du Clapet devient une véritable petite cité moderne à partir de 1962, année où 270 hectares de forêt domaniale sont cédés à la commune des Mathes pour y implanter ces nouvelles infrastructures, sous le nom de La Palmyre. Classée commune touristique, elle compte aujourd'hui de nombreux lotissements, le plus grand zoo privé d'Europe, un parc d'attraction (Luna Park) et deux clubs de vacances (Club Med et Belambra). Enfin, à la limite de la forêt de la Coubre et de la forêt des Combots d'Ansoine, La Grande-Côte (commune de Saint-Palais-sur-Mer) est un petit complexe touristique comptant boutiques, lotissements, restaurants et campings. Sa plage, un peu plus abritée que celles de la côte sauvage, n'en demeure pas moins un spot de surf prisé.

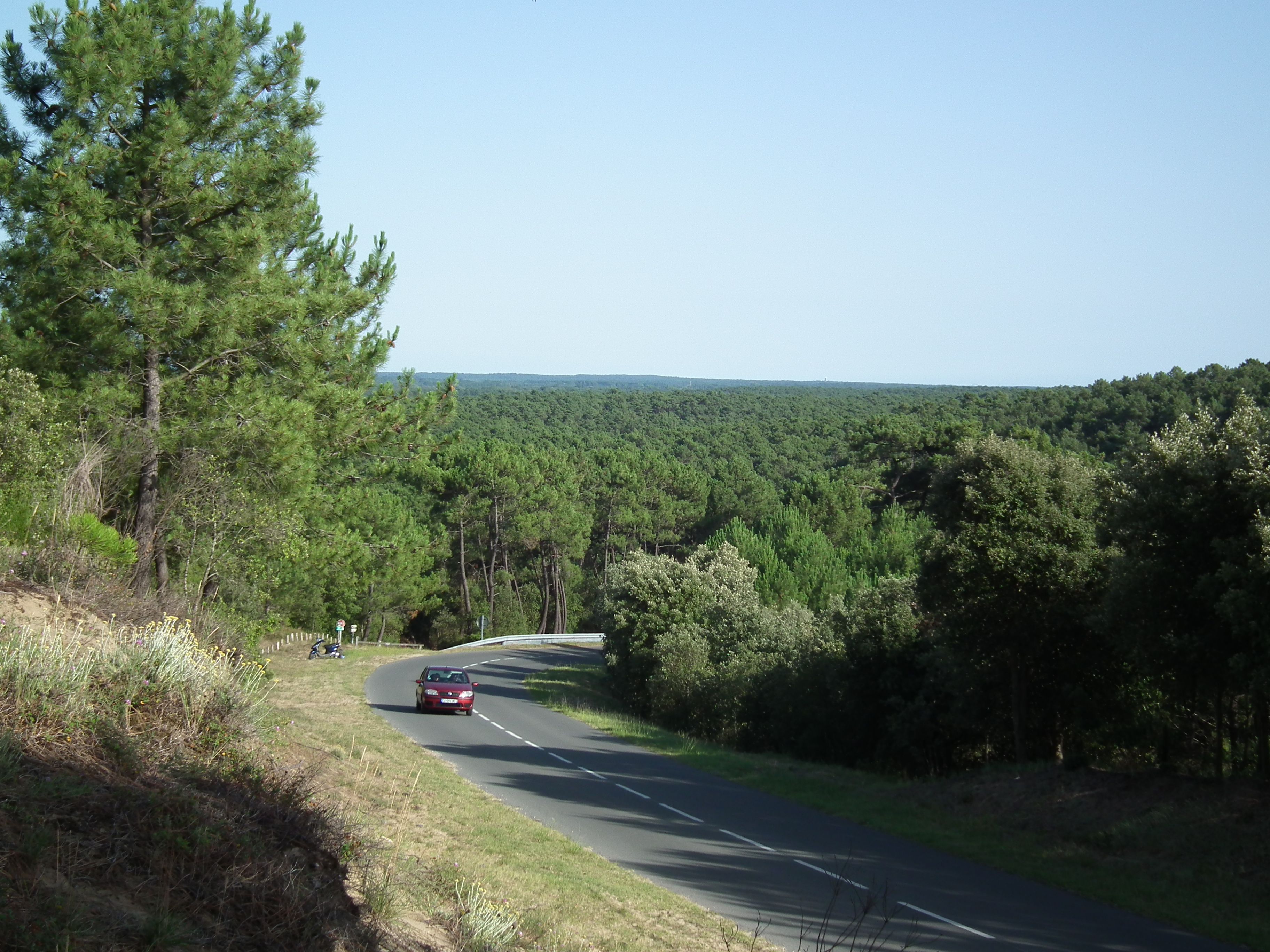
La route départementale 25, entre Royan et La Tremblade, est la principale voie de circulation de la forêt. Ici, dans le secteur du Gardour.

La D25 permet de relier toutes ces stations, depuis Royan jusqu'à La Tremblade. Onze aires de stationnement (3210 places au total) ont été aménagées à intervalles réguliers tout le long du parcours. La D141 et la D145 permettent de rejoindre la forêt depuis Saint-Augustin, Les Mathes ou Étaules.
La forêt de la Coubre compte sur un patrimoine bâti hétéroclite composé tout autant d'éléments liés à la navigation en mer que de maisons forestières ou encore de vestiges du célèbre « mur de l'Atlantique ».
Monument emblématique de ce vaste ensemble, le phare de la Coubre est situé sur la pointe du même nom, à proximité de Bonne Anse. Construit à partir de 1904 afin de remplacer un précédent édifice rongé par la mer (et qui finira par s'écrouler en 1907), il toise toute la région du haut de ses 64 mètres, qui en font le plus haut phare du département et un des plus puissants de la côte atlantique (sa portée est de 28 milles marins). Du haut de la plate-forme sommitale, la vue porte à près de 50 kilomètres à la ronde : Royan, Marennes, l'île d'Oléron, le phare de Cordouan, les côtes du Médoc et les prémices de la côte d'Argent peuvent être aperçus sans difficulté par temps clair.

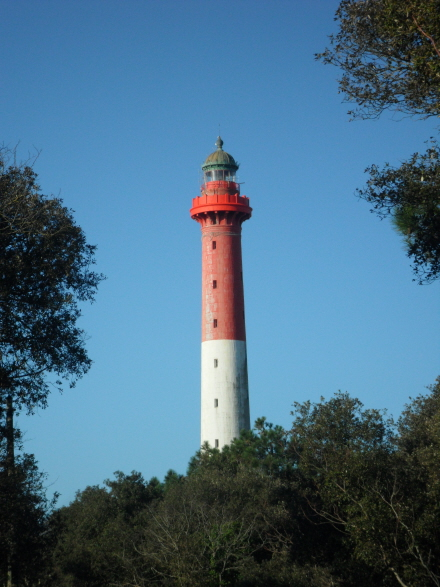
Le phare de la Coubre, haut de 64 mètres, permet une vue imprenable sur le massif.

Elle permet surtout de mieux comprendre le milieu forestier, avec les puissantes dunes « vives », hautes et abruptes, souvent bien menaçantes pour les arbres proches qu'elles continuent « d'avaler » au gré des tempêtes, les quelque 10 000 hectares de pinèdes et les marais de Saint-Augustin, d'Arvert, des Mathes et du Bréjat tout proches, mais aussi le phénomène d'érosion qui fait inexorablement reculer la côte sauvage, engloutissant au passage une partie de la forêt. Ainsi, entre 1887 et 2006, ce ne sont pas moins de 500 hectares de pinède qui ont été engloutis par les assauts furieux de l'océan.
Tout près de là, un ancien sémaphore, rattrapé par la mer, a été détruit préventivement en 2003; un autre, le sémaphore de la Coubre, haut de 36 mètres, n'est plus en activité depuis 1998. Les environs recellent encore de nombreux blockhaus, éléments méconnus du patrimoine régional, qui témoignent du caractère stratégique du lieu pendant la Seconde Guerre mondiale. Enfin, la forêt compte sur de nombreuses maisons forestières, beaucoup tombant en ruine ou en attente de reconversion, quand d'autres ont purement et simplement été soit détruites (MF de Bonne Anse), soit rattrapées par l'érosion marine (MF du Roître des Bassets, MF de La Grande Courbe). Parmi celles qui subsistent figurent celles de La Palmyre, de la Passe Blanche, de Négrevaux, des Clônes ou des Roseaux. La maison forestière de la Bouverie (sur laquelle a été apposée, assez curieusement, la plaque de la MF de La Grande Courbe) était au centre d'un petit domaine (maison des bouviers, étable, atelier d'injection, etc.).
Enfin, il est à noter qu'une école élémentaire destinée aux enfants du personnel forestier a été en activité de 1881 à 1963. Autres éléments du patrimoine forestier, les tours d'observation des Brisquettes et de la Tour du Gardour (point culminant de la forêt et du Pays Royannais) servent à prévenir les départs de feu.

## Toponymie
L’origine du nom de La Coubre demeure obscure. Selon Pierre Jônain, auteur d’un « dictionnaire du patois saintongeais » (1869) et Georges Musset, auteur d’un « glossaire des patois et des parlers de l’Aunis et de la Saintonge », il serait une simple déformation du nom « Courbe », qui désigne dans la région des sables mous, où l’on s’enlise (sables mouvants).

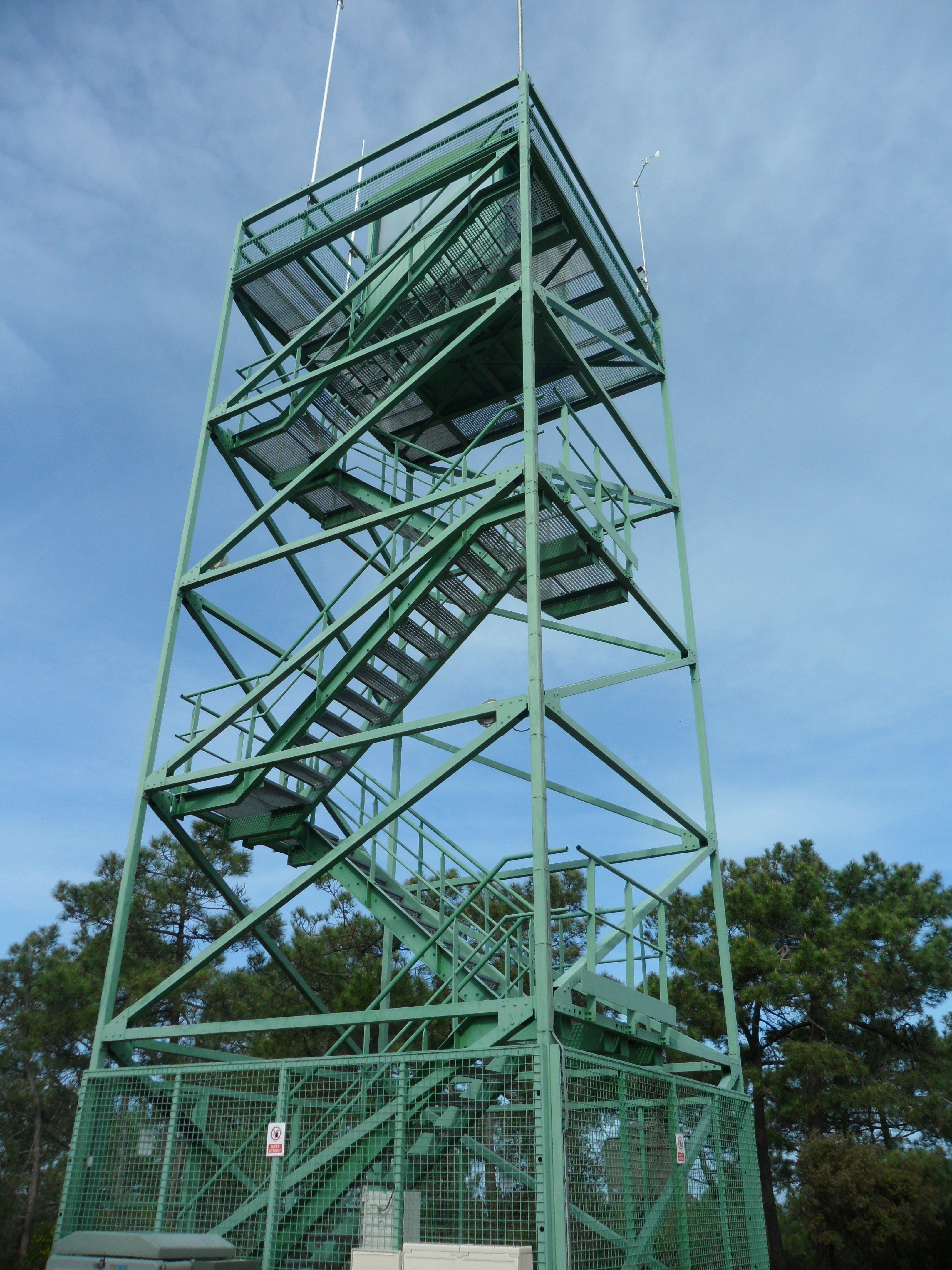
La tour des Brisquettes sert à prévenir tout départ d'incendie.

Une maison forestière, aujourd’hui disparue du fait de l’érosion marine, portait justement le nom de La Grande Courbe, mais il semble qu’il se soit agi d’une coïncidence, et que cela ait été une référence à la courbe formée par le chemin de fer du tramway forestier, qui prenait effectivement cette forme à cet endroit. Une autre explication donnée au toponyme La Coubre serait une transposition en français de l’espagnol « Cobre », qui signifie cuivre.  De fait, un banc de sable, au large de la pointe de la Coubre, portait bien le nom de « La Cuivre », et il est fait mention sur plusieurs cartes du XVIe siècle d’un lieu-dit « Lacobre ». Cette hypothèse reposerait sur la couleur du sable de la côte sauvage, sable dit rubéfié qui prend une teinte cuivrée sous l’action des oxydes de fer.
Le lieu-dit « Le Requin » n'aurait en réalité aucun rapport avec cet animal (même si certaines espèces de requins sont bien présentes sur ces côtes), mais dériverait du saintongeais « renquiô », signifiant recoin, en l'occurrence, recoin du marais de Bréjat. Le bois des Étains serait en réalité, à l'origine, le bois des Estangs, le comblement des marais par les sables ayant donné naissance à de nombreux étangs dans ce secteur. « Le roître des Bassets » fait référence à une pente raide (roître en ancien français) et aux basses mers (bassées). « Les clônes » désignent, en saintongeais, une clairière. La pointe Espagnole doit son nom au naufrage de la goelette espagnole Antonio-Carmen en 1823, qui ne laissa qu'une survivante, la femme du capitaine. La dune de l'Aquitaine fait référence à l'échouage le 25 décembre 1933 du cargot "l'Aquitaine", dont l'épave demeura visible sur place durant de nombreuses années, peu à peu rongée par la mer.

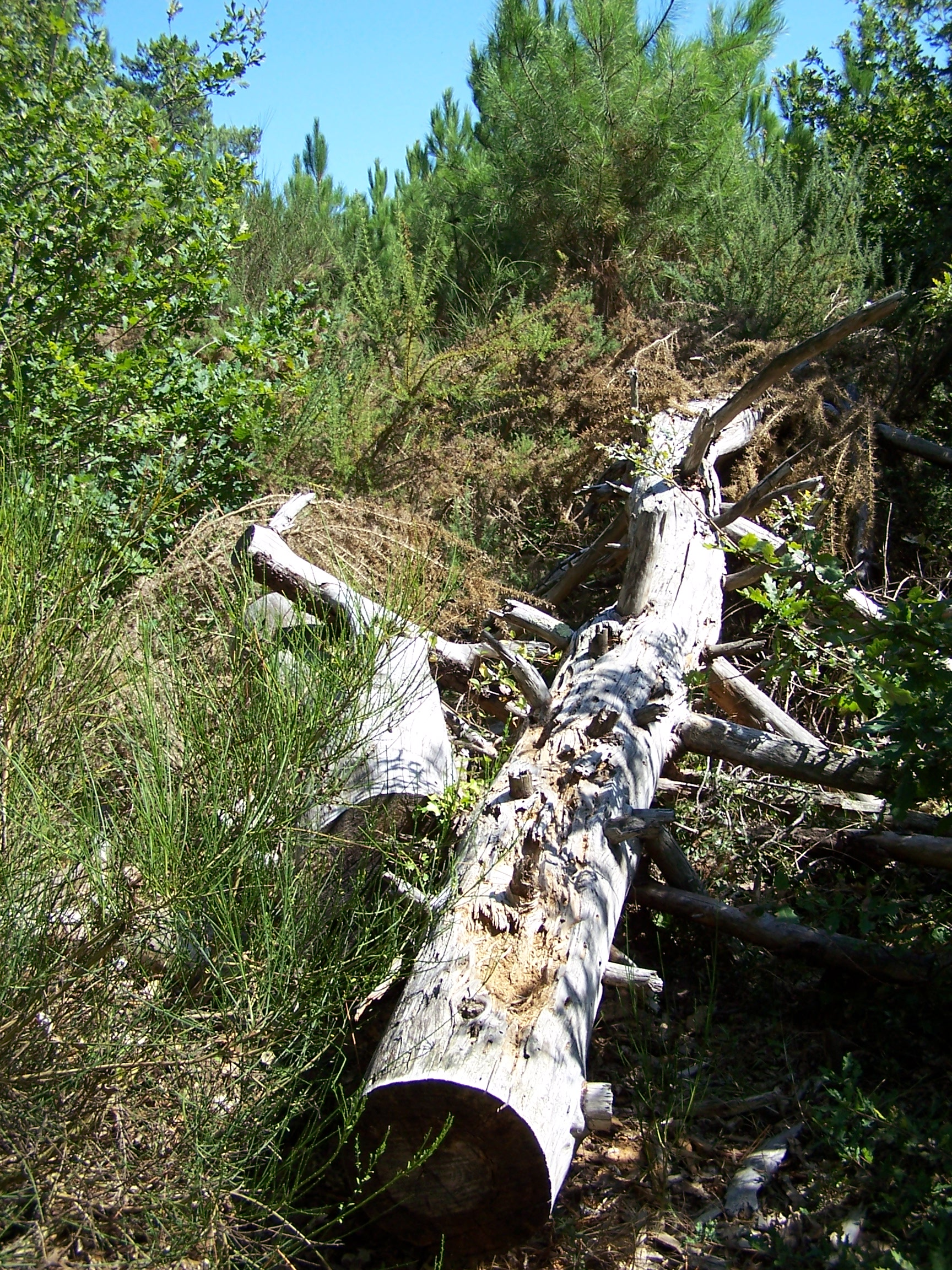
Un pin abattu par la tempête Martin (décembre 1999).

La forêt est divisée en neuf cantons (sans compter sur les parcelles de l'ancienne forêt de Saint-Augustin-Les Mathes) :
- Canton de la Chapelle (Notre-Dame-de-Buze)
- Canton de Bonne Anse
- Canton des Brisquettes
- Canton de Bréjat (Le Bréjat était autrefois une petite baie servant d'exutoire au golfe de Barbareu)
- Canton de la Bouverie (La Bouverie était à l'origine une maison de bouvier)
- Canton de la Passe-blanche
- Canton du Gardour
- Canton de la pointe espagnole (référence au naufrage d'un navire espagnol en 1823)
- Canton de Négrevaux (Nègre Vaux = Les vallées noires, probable référence à la couleur des arbres à cet endroit[30])

## Légendes
La forêt est réputée être hantée par un animal mythique : la ganipote (dite aussi bête nègre ou male bête), sorte de loup-garou caractéristique des légendes saintongeaises. La toponymie de plusieurs lieux proches de la forêt témoigne de cette présence supposée : avenue de la Ganipote à Saint-Palais-sur-Mer (à l'orée de la forêt) ou encore avenue de la bête nègre aux Mathes.

## Pour approfondir